# Felice Accrocca

Erzbischofswappen von Felice Accrocca

Felice Accrocca (* 2. Dezember 1959 in Cori, Latium, Italien) ist ein italienischer Geistlicher und römisch-katholischer Erzbischof von Benevent.

## Leben
Felice Accrocca studierte Katholische Theologie am Päpstlichen Kolleg Leonianum in Anagni. Nach weiteren Studien erwarb er einen Abschluss in Literaturwissenschaft an der Universität La Sapienza. An der Päpstlichen Universität Gregoriana wurde er in Kirchengeschichte promoviert. Am 12. Juli 1986 empfing er das Sakrament der Priesterweihe für das Bistum Latina-Terracina-Sezze-Priverno.
Neben verschiedenen Aufgaben in der Pfarrseelsorge war er von 2001 bis 2003 Moderator der Diözesankurie und von 2003 bis 2007 geistlicher Assistent der Katholischen Aktion im Bistum. Von 2005 bis 2012 war er zudem Sekretär der Diözesansynode.
Von 1994 bis zu seiner Ernennung zum Erzbischof war er Leiter der theologischen Diözesanakademie Paul VI. und gleichzeitig seit 1999 Bischofsvikar für die Seelsorge. Seit 2007 war er außerdem für die Seminaristen des Bistums verantwortlich. Als Dozent für Geschichte des Mittelalters an der Gregoriana und als Teilnehmer vieler Tagungen legte er zahlreiche wissenschaftliche Publikationen vor.
Am 18. Februar 2016 ernannte ihn Papst Franziskus zum Erzbischof von Benevent. Die Bischofsweihe spendete ihm der Bischof von Latina-Terracina-Sezze-Priverno, Mariano Crociata, am 15. Mai desselben Jahres. Mitkonsekratoren waren sein Amtsvorgänger Andrea Mugione sowie der Erzbischof von L’Aquila, Giuseppe Petrocchi. Die Amtseinführung fand am 12. Juni 2016 statt.
In der Italienischen Bischofskonferenz sowie in der regionalen Bischofskonferenz Kampaniens ist Accrocca Mitglied der Kommissionen für die Evangelisierung der Völker und für die Zusammenarbeit der Kirchen.
Am 5. Dezember 2020 ernannte ihn Papst Franziskus zum Mitglied der Kongregation für die Selig- und Heiligsprechungsprozesse.